# Godehard Geiger
Godehard Geiger OSB, Taufname Nikolaus (* 6. September 1853 in Unterzwieselau; † 21. März 1937 in Niederaltaich) war Benediktiner im bayerischen Kloster Metten.

## Leben
Josef Franz von Weckert weihte ihn am 29. Juni 1877 zum Priester. Von 1880 bis 1883 studierte er Philologie in Würzburg. Von 1883 bis 1891 war er Lehrer am Gymnasium. Von 1891 bis 1918 war er Direktor des Gymnasiums (1914 Oberstudienrat). Von 1935 bis 1937 war er Novizenmeister, Kleriker- und Brüdermagister in Niederaltaich. Von 1923 bis 1937 war er Ehrenmitglied der Bayerischen Benediktinerakademie.

## Schriften (Auswahl)
- Zurück zu dem armen, demütigen, gekreuzigten Heiland Jesus Christus! Ein Wort an die Priester der katholischen Kirche. Donauwörth 1903, OCLC 249647088. 4. Auflage Digitalisat
- Die priesterliche Liebe Jesu Christi. Den Priestern zur Nachahmung dargestellt (Digitalisat). Donauwörth 1906, OCLC 634430301.
- Der Geist Jesu Christi. eine religiöse Studie. Donauwörth 1906 (Digitalisat).
- C. Marius Victorinus Afer. Ein neuplatonischer Philosoph. Landshut 1910.
- Festreden bei vaterländischen und kirchlichen Feiern. Deggendorf 1916.

| Personendaten    | Personendaten                              |
| ---------------- | ------------------------------------------ |
| NAME             | Geiger, Godehard                           |
| ALTERNATIVNAMEN  | Geiger, Nikolaus (wirklicher Name)         |
| KURZBESCHREIBUNG | deutscher Ordensgeistlicher (Benediktiner) |
| GEBURTSDATUM     | 6. September 1853                          |
| GEBURTSORT       | Unterzwieselau                             |
| STERBEDATUM      | 21. März 1937                              |
| STERBEORT        | Niederaltaich                              |